# Nuoto ai Giochi della IX Olimpiade
Le gare di nuoto ai Giochi della IX Olimpiade vennero disputate dal 4 all'11 agosto al Olympic Sports Park Swim Stadium di Amsterdam. Come l'edizione precedente di disputarono 6 gare maschili e 5 gare femminili.

## Podi

### Uomini
| Evento                           | Oro                                                                    | Perform. | Argento                                                           | Perform. | Bronzo                                                        | Perform. |
| Stile libero                     |                                                                        |          |                                                                   |          |                                                               |          |
| 100 metri (dettagli)             | Johnny Weissmuller                                                     | 58"6     | István Bárány                                                     | 59"8     | Katsuo Takaishi                                               | 1'00"0   |
| 400 metri (dettagli)             | Alberto Zorrilla                                                       | 5'01"6   | Boy Charlton                                                      | 5'03"6   | Arne Borg                                                     | 5'04"6   |
| 1500 metri (dettagli)            | Arne Borg                                                              | 19'51"8  | Boy Charlton                                                      | 20'02"6  | Buster Crabbe                                                 | 20'28"8  |
| Dorso                            |                                                                        |          |                                                                   |          |                                                               |          |
| 100 metri (dettagli)             | George Kojac                                                           | 1'08"2   | Walter Laufer                                                     | 1'10"0   | Paul Wyatt                                                    | 1'12"0   |
| Rana                             |                                                                        |          |                                                                   |          |                                                               |          |
| 200 metri (dettagli)             | Yoshiyuki Tsuruta                                                      | 2'48"8   | Erich Rademacher                                                  | 2'50"6   | Teófilo Yldefonso                                             | 2'56"4   |
| Staffette                        |                                                                        |          |                                                                   |          |                                                               |          |
| Staffetta 4x200 metri (dettagli) | Stati Uniti Austin Clapp Walter Laufer George Kojac Johnny Weissmuller | 9'36"2   | Giappone Hiroshi Yoneyama Nobuo Arai Tokuhei Sada Katsuo Takaishi | 9'41"4   | Canada Munroe Bourne James Thompson Garnet Ault Walter Spence | 9'47"8   |

### Donne
| Evento                           | Oro                                                                           | Perform. | Argento                                                          | Perform. | Bronzo                                                                       | Perform. |
| Stile libero                     |                                                                               |          |                                                                  |          |                                                                              |          |
| 100 metri (dettagli)             | Albina Osipowich                                                              | 1'11"0   | Eleanor Garatti                                                  | 1'11"4   | Joyce Cooper                                                                 | 1'13"6   |
| 400 metri (dettagli)             | Martha Norelius                                                               | 5'42"8   | Marie Braun                                                      | 5'57"8   | Josephine McKim                                                              | 6'00"2   |
| Dorso                            |                                                                               |          |                                                                  |          |                                                                              |          |
| 100 metri (dettagli)             | Marie Braun                                                                   | 1'22"0   | Ellen King                                                       | 1'22"2   | Joyce Cooper                                                                 | 1'22"8   |
| Rana                             |                                                                               |          |                                                                  |          |                                                                              |          |
| 200 metri (dettagli)             | Hilde Schrader                                                                | 3'12"6   | Mietje Baron                                                     | 3'15"2   | Charlotte Mühe                                                               | 3'17"6   |
| Staffette                        |                                                                               |          |                                                                  |          |                                                                              |          |
| Staffetta 4x100 metri (dettagli) | Stati Uniti Adelaide Lambert Albina Osipowich Eleanor Garatti Martha Norelius | 4'47"6   | Gran Bretagna Joyce Cooper Cissie Stewart Vera Tanner Ellen King | 5'02"8   | Sudafrica Kathleen Russell Rhoda Rennie Marie Bedford Frederika van der Goes | 5'13"4   |

## Medagliere
| Posizione | Paese         |    |    |    | Totale |
| --------- | ------------- | -- | -- | -- | ------ |
| 1         | Stati Uniti   | 6  | 2  | 3  | 11     |
| 2         | Paesi Bassi   | 1  | 2  | 0  | 3      |
| 3         | Germania      | 1  | 1  | 1  | 3      |
| 3         | Giappone      | 1  | 1  | 1  | 3      |
| 5         | Svezia        | 1  | 0  | 1  | 2      |
| 6         | Argentina     | 1  | 0  | 0  | 1      |
| 7         | Gran Bretagna | 0  | 2  | 2  | 4      |
| 8         | Australia     | 0  | 2  | 0  | 2      |
| 9         | Ungheria      | 0  | 1  | 0  | 1      |
| 10        | Canada        | 0  | 0  | 1  | 1      |
| 10        | Filippine     | 0  | 0  | 1  | 1      |
| 10        | Sudafrica     | 0  | 0  | 1  | 1      |
| Totale    | Totale        | 11 | 11 | 11 | 33     |